# Gerónimo Mancinelli
Gerónimo Mancinelli fue un aventurero de origen italiano que buscó fortuna en América llegando a Guatemala donde se instaló y se dedicó al comercio y a la siembra del café de Guatemala.  

## Biografía
Inició el cultivo del café en Chiapas, México de manera masiva y comercial. En entre los años de 1846-1847, llevó por primera vez 1500 plántulas de cafeto de la especie borbón a su finca denominada "La Chácara" en los linderos del municipio de Tuxtla Chico, Chiapas. Estos arbustos fueron traídos en patachos de mulas desde San Pablo, San Marcos, Guatemala. Llegó a sembrar más de 70.000 árboles de café en sus fincas "La Chácara" en Tuxtla Chico y en las fincas "San Carlos" y "San Alberto" en el municipio de Cacahoatán ubicadas en las faldas del volcán Tacaná. 
Se casó con Cristina Guerrero con quién procreó a Domingo, Carlos y Salustio de la Luz Manchinelly Guerrero, quienes siguieron poniendo las bases de la cafeticultura en Soconusco y Chiapas. 
Falleció en Guatemala el 23 de marzo de 1885 a los 80 años.